# Cynotilapia zebroides
Cynotilapia zebroides – gatunek słodkowodnej ryby z rodziny pielęgnicowatych (Cichlidae). 

## Występowanie
Gatunek endemiczny jeziora Malawi (Niasa) w Afryce.

## Opis
Osiąga w naturze do 9,3 cm długości.